# اسکس (میزوری)
اسکس (به انگلیسی: Essex) یک شهر در ایالات متحده آمریکا است که در شهرستان استادار، میزوری واقع شده‌است. اسکس ۰٫۷۵ کیلومتر مربع مساحت و ۴۷۲ نفر جمعیت دارد و ۹۱ متر بالاتر از سطح دریا واقع شده‌است.